# Danny da Costa
Danny Vieira da Costa (Neuss, 13 de julho de 1993) é um futebolista profissional alemão que atua como lateral-direito. É filho de pai angolano e mãe congolesa, mas nasceu na Alemanha.
Atualmente joga no Mainz 05.

## Carreira
Danny da Costa começou a carreira no Bayer Leverkusen.

## Títulos
Eintracht Frankfurt
- Copa da Alemanha: 2017–18

### Prêmios individuais
- Equipe do Ano da Liga Europa da UEFA: 2018–19